# アグライアー

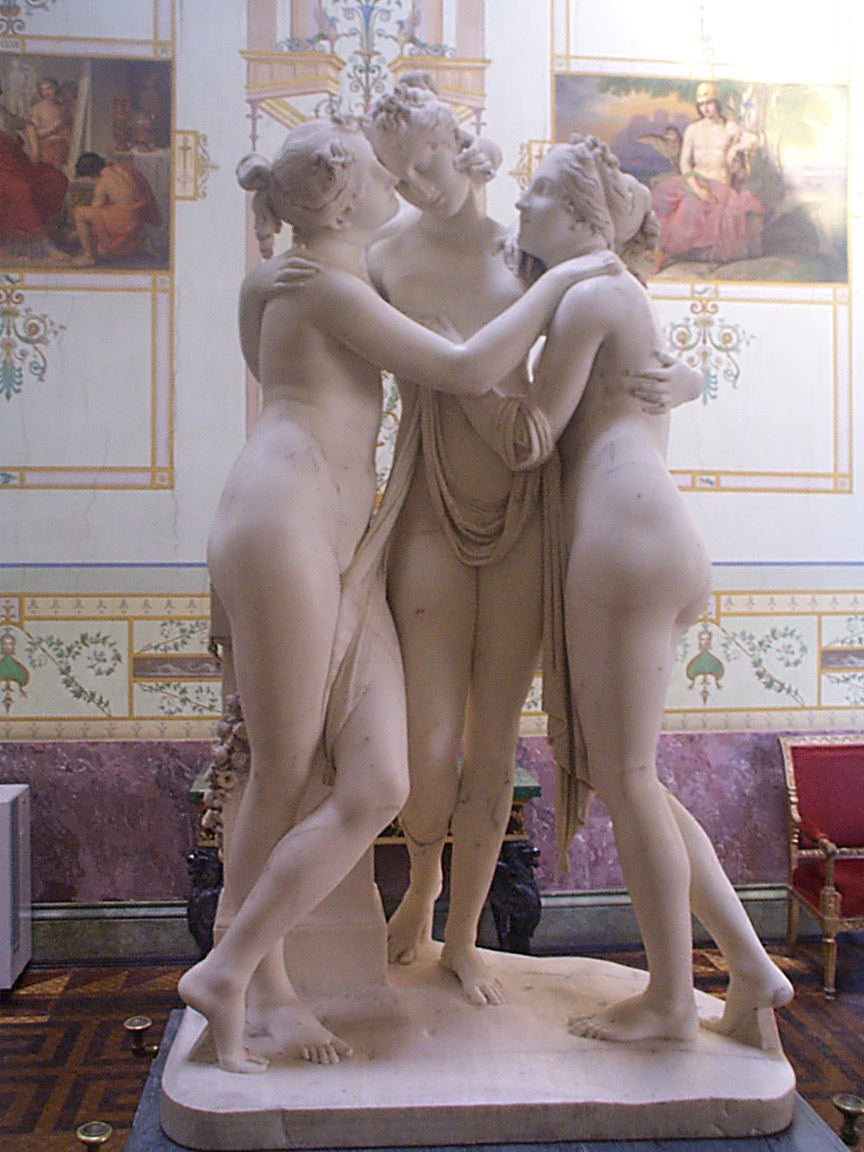
アントニオ・カノーヴァによる彫刻『三美神』（1813年-1816年頃）。サンクトペテルブルク、エルミタージュ美術館所蔵。

アグライアー（古希: Ἀγλαΐα, Aglaeā）は、ギリシア神話に登場する女神である。アプロディーテーの侍女である三美神・カリスの一柱で典雅・優美を司る。
長母音を省略してアグライアとも表記される。

## 概要
ゼウスとエウリュノメーの3人の娘の1人で、エウプロシュネー、タレイアと姉妹。鍛冶神・ヘーパイストスの妻とされることもある。ホメーロスの挙げるカリス（カレー）と同一視された。
ノンノスの挙げるパーシテアー、ペイトー、アグライアーの「三美神」に含まれるが、ディオニューソスとアプロディーテーの3人の娘の1人となっている。